# ليبي جونز
ليبي جونز (بالإنجليزية: Libby Jones)‏ هي موسيقية أسترالية، ولدت في 18 يناير 1979 في نيوكاسل في أستراليا.